# Doug
Doug ist eine US-Zeichentrickserie von Jim Jinkins über den Alltag des elfjährigen Doug Funnie. Ursprünglich für Nickelodeon produziert, kaufte Disney das Animationsstudio nach der vierten Staffel und setzte die Serie als Teil des Programmblocks Disney Afternoon fort.

## Handlung
Doug, der seine Erlebnisse im Tagebuch festhält, ist der Protagonist der Serie. Die eigentliche Handlung wird daher meist als Rückblende eingeleitet. Meistens dreht sich die Serie um gewöhnliche Ereignisse wie einen Wettbewerb oder Probleme an der Schule - diese Ereignisse dramatisiert Doug jedoch häufig, sodass sie in seiner Fantasie zu Superhelden-Abenteuern oder ähnlichem werden. Dann wird der Auslöser für seine Ängste (z. B. der Schuldirektor) zum Gegenspieler des Helden, den er bekämpfen muss. Am Ende findet der Held jedoch stets einen friedlichen Weg, sich mit dem Antagonisten zu vertragen, und diesen Weg nutzt Doug dann auch im wahren Leben.
Neben Doug sind seine Freunde Patti und Skeeter sowie sein Hund Porkey regelmäßige Protagonisten der Serie. Skeeter ist sein bester Freund und Patti Mayonnaise sein Schwarm. Sie alle leben in Bluffington, einer fiktiven Stadt in den USA. Sein Gegenspieler ist Roger M. Klotz, ein Junge, der schon öfter sitzengeblieben ist und Doug häufig ärgert.

## Figuren
Douglas Yancey „Doug“ Funnie
Doug ist ein 11-jähriger Junge und Hauptcharakter der Sendung. Er ist sehr ängstlich und besitzt viel Fantasie, sodass er gewöhnliche Alltagssituationen häufig dramatisiert, dann wünschte er sich, ein Superheld oder Geheimagent zu sein der seine Probleme lösen könnte. Am Ende einer Geschichte merkt er aber stets, dass seine Ängste unbegründet waren und dass er durch etwas Mut oder eine gute Idee alles lösen kann. Doug führt ein Tagebuch und zeichnet einen Comic über sich und seinen Hund Porkey als Superhelden.
Patricia „Patti“ Mayonnaise
Patti ist Dougs beste Freundin. Doug ist seit ihrer ersten Begegnung heimlich in sie verliebt.
Mosquito „Skeeter“ Valentine
Skeeter ist Dougs bester Freund. Er ist ein Genie, benimmt sich jedoch nicht so. Er stammt aus einer grünfarbigen Familie und hat einen jüngeren Bruder namens Dale. Skeeter hatte eine sehr wechselhafte Beziehung mit Beebe Bluff. In Dougs Comic ist er der Silver Skeeter, eine Anspielung an den Marvel-Helden Silver Surfer.
Porkchop
Porkchop oder auch Porkey ist der Hund der Familie Funnie. Er verhält sich nur selten Artgerecht, so ist seine Hundehütte ein Iglu mit Kühlschrank und Fernsehempfang und er beteiligt sich zusammen mit seinem Herrchen auch an sportlichen Wettkämpfen oder Bastelaufgaben. Als treuester Freund von Doug geht er zusammen mit ihm in jeder Geschichte durch Dick und Dünn.
Roger M. Klotz
Roger ist Dougs Rivale, der regelmäßig ein rüpelhaftes Verhalten anderen gegenüber an den Tag legt. Er lebt zusammen mit seiner geschiedenen Mutter und seiner Katze Stinky in einem Wohnwagen. Ähnlich wie Porky benimmt sich auch Stinky nur selten artgerecht.
In Dougs Cartoon ist er der bösartige Dr. Klotzenstein und benutzt seine Fähigkeiten, um in der Schule zu schummeln.
Beebe Bluff
Beebe ist mit Patti, Doug und Skeeter befreundet. Sie ist in Skeeter verliebt und in geringerem Maße in Doug. Ihr Vater gründete die Beebe-Bluff-Mittelschule, die von oben betrachtet so aussieht wie Beebes Kopf.
Judith Anastasia „Judy“ Funnie
Dougs selbstverliebte Schwester mit einem großen Hang zu Kunst und Schauspielerei. Sie ist sehr exzentrisch.
Assistant Principal Lamar Bone
Der Stellvertretende Rektor der Schule, die Doug und seine Freunde besuchen. Er besucht einen Jodel-Club. In seinem Beruf als stellvertretender Rektor tyrannisiert er die Schüler in gewisser Weise. Zu seinem Chef, dem eigentlichen Rektor der Schule, verhält er sich zunehmend kriecherisch.
Ms. Wingo
Ms. Wingo ist Dougs Lehrerin. Sie besitzt eine Sammlung von Karikaturen, die ihre Schüler im Laufe der Jahre über sie gezeichnet haben.
Mr. William „Bill“ Bluff III
Bill ist der reichste Mann in Bluffington und Beebes Vater. Er ist ein Nachfahre des Stadtgründers von Bluffington.
Robert „Bob“ White
White ist zu Beginn der Serie Bürgermeister von Bluffington, wird später jedoch Rektor der Mittelschule.
Mr. Dink
Mr. Dink und seine Frau sind die Nachbarn der Familie Funnie. Sie zeichnen sich dadurch aus, dass sie immer teure Gegenstände kaufen und dann vor den Nachbarn mit diesen herum prahlen, immer in Verbindung mit dem von Mr. Dink gesprochenen Satz „Das war nicht billig!“ und meist auch einem anschließenden Lachen. Trotzdem ist Mr. Dink immer ein sehr freundlicher Mann und einige von Dougs Abenteuern finden an seiner Seite statt. Mrs. Dink wirkt hingegen wie das komplette Gegenteil ihres Mannes, spricht wenig und wenn, dann sarkastisch.

## Hintergrund
Die Serie wurde vom Grafiker Jim Jinkins und dem Texter Joe Aaron entworfen und zunächst von 1991 bis 1994 auf Nickelodeon erstausgestrahlt. 1996 erwarb Disney die Rechte an Doug im Rahmen der Übernahme von Jinkins Animationsfirma Jumbo Pictures. Die deutsche Erstausstrahlung der fünften Staffel fand 1997 auf RTL Television statt.
Die Synchronisation der Nickelodeon-Folgen erfolgte bei der Studio Hamburg Synchron GmbH nach einem Dialogbuch von Michael Bartel, Dialogregie führte Helgo Liebig. Die Synchronisation ab Staffel fünf entstand bei der MME Studios GmbH in Berlin. Dialogbuch und -regie stammten nun von Florian Krüger-Shantin, ebenso beim abschließenden Kinofilm Doug - Der 1. Film.
| Figur                        | Originalsprecher                                         | Deutscher Sprecher                                   | Deutscher Sprecher (ab Staffel 5) |
| ---------------------------- | -------------------------------------------------------- | ---------------------------------------------------- | --------------------------------- |
| Douglas Yancey „Doug“ Funnie | Billy West (bis Staffel 4) Tom McHugh (ab Staffel 5)     | Christian Stark                                      | Gerrit Schmidt-Foß                |
| Mosquito „Skeeter“ Valentine | Fred Newman                                              | Sascha Draeger                                       | Marcel Collé                      |
| Mr. Dink                     | Fred Newman                                              | Jörg Gillner                                         | Roland Hemmo                      |
| Patricia „Patti“ Mayonnaise  | Constance Shulman                                        | Simone Seidenberg                                    | Carola Ewert                      |
| Roger Klotz                  | Billy West (bis Staffel 4) Chris Phillips (ab Staffel 5) | Mark Seidenberg                                      | Timmo Niesner                     |
| Judy Funnie                  | Becca Lish                                               | Ela Nitzsche                                         | Bianca Krahl                      |
| Theda Funnie                 | Becca Lish                                               | Reinhilt Schneider                                   | Constanze Harpen                  |
| Phil Funnie                  | Doug Preis                                               | Konrad Krauss                                        | Helmut Gauß                       |
| William „Bill“ Bluff III     | Doug Preis                                               | Konrad Halver                                        | K. Dieter Klebsch                 |
| Mr. Bone                     | Doug Preis                                               | Helgo Liebig                                         |                                   |
| Chalky Studebaker            | Doug Preis                                               | Nicolas König (1. Stimme) Holger Potzern (2. Stimme) | Kim Hasper                        |
| Beebe Bluff                  | Alice Playten                                            | Daniela Reidies (1. Stimme) Monika Barth (2. Stimme) | Marie Bierstedt                   |
| Ms. Wingo                    | Doris Belack                                             | Annemarie Kielmann                                   |                                   |
| Bürgermeister White          | Greg Lee                                                 | Lothar Grützner                                      | Martin Schmitz                    |